# Festival international de films de femmes de Créteil 1979
La première édition du Festival de films de femmes, installé définitivement à Créteil en 1985, se tient alors à Sceaux du 24 mars au 1er avril 1979, au centre d'action culturelle Les Gémeaux. Avec l'intitulé Films de Femmes : annuel et international, l'affiche réalisée par Daniel Chevet figure la Vénus de Milo et une caméra. 

## Sélection (longs métrages)
Cette première édition propose un panorama international de films de fiction et documentaires, pour le cinéma et la télévision.
- La Nouba des femmes du Mont Chenoua d'Assia Djebar (documentaire)
- Tue recht und scheue niemand - Das Leben der Gerda Siepebrink de Jutta Brückner (documentaire)
- Ein ganz und gar verwahrlostes Mädchen - Ein Tag im Leben der Rita Rischak de Jutta Brückner (documentaire)
- Tausend Lieder ohne Ton de Claudia Holldack (téléfilm)
- Si c'est ça le destin (Von wegen 'Schicksal') de Helga Reidemeister
- Erikas Leidenschaften d'Ula Stöckl (téléfilm)
- Liebe und Abenteuer de Gisela Stelly
- Die Macht der Männer ist die Geduld der Frauen de Cristina Perincioli
- Shirins Hochzeit (de) d'Helma Sanders-Brahms (téléfilm)
- Personnalité réduite de toutes parts (Die allseitig reduzierte Persönlichkeit - Redupers)  de Helke Sander
- Pri nikogo de Ivanka Grybcheva
- Vinata de Veselina Gerinska
- Adieu voyages lents de Marie-Geneviève Ripeau
- S'il vous plaît... la mer ? de Martine Lancelot
- Les femmes aujourd'hui de Calliope Alkoulis (documentaire)
- La lutte des aveugles de Marie-Hadjinihalis Papalios (documentaire)
- Åpenbaringen de Vibeke Løkkeberg
- Formynderne de Nicole Macé
- Quelques féministes américaines de Nicole Brossard, Luce Guilbeault et Margaret Wescott (documentaire)
- Famille et variations de Mireille Dansereau (documentaire)
- Le grand remue-ménage de Francine Allaire et Sylvie Groulx (documentaire)
- La belle apparence de Denyse Benoît
- Månen är en grön ost de Mai Zetterling
- Den allvarsamma leken de Anja Breien
- La mort du grand-père ou le sommeil du juste de Jacqueline Veuve
- Stilleben d'Elisabeth Gujer
- Joe and Maxi de Joel Gold et Maxi Cohen (documentaire)